# سياتل سوبرسونيكس
سياتل سوبرسونيكس (بالإنجليزية: Seattle SuperSonics)‏ أو سونيكس كان فريق كرة سلة أمريكي للمحترفين تأسس في سنة 1967 في سياتل بولاية واشنطن. لعب في الرابطة الوطنية لكرة السلة من سنة 1967 حتى 2008. بعد نهاية موسم 2007–08 تم تغيير مقر الفريق إلى أوكلاهوما سيتي وأصبح يلعب كـ أوكلاهوما سيتي ثاندر. من مدربيه آل بيانكي، كي سي جونز، جورج كارل، بول ويستفال وبي جاي كارلسيمو.